# Regió del Draa
La regió del Draa és una tradicional regió i província històrica marroquina que s'estén pels dos costats del riu Draa, durant uns 200 km, en sentit nord-oest cap a sud-est, entre Agdz i el colze del riu. Tradicionalment, està dividida en vuit districtes o comarques que corresponen a zones de la vall separades per muntanyes; de nord a sud són: Mazgita, Ayt Saddrat, Ayt Zarri, Tinzulin, Tarnata, Fazwata, Ktawa i Mhammid. La regió és poblada per amazics i gent de pell fosca dividits en els abid (antics esclaus portats del sud) i haratin (de pell negra però ètnia no negroide, possibles descendents dels primers habitants de la regió); alguns amazics són de religió jueva.
Regió productiva al mig de zones desèrtiques, va tenir una història agitada. Fins al segle x, sembla que hi va predominar la religió jueva, però a la primera meitat del segle ix hi fou portada la religió musulmana per un descendent del fundador de Fes. Al segle x, la regió va quedar en poder de la dinastia amaziga zenata dels Maghrawa, amb capital a Sigilmasa. Fou la base de suport dels almoràvits per a la seva penetració al Marroc, i en destaca la fortalesa de Zagora. Va passar després als almohades i als marínides. Al segle xiii, s'hi van introduir els àrabs Makil, que van exercir una virtual sobirania.
Al segle xvi, fou el lloc d'origen de la dinastia xerifiana dels Sàdides i fou el lloc de sortida de l'expedició al Sudan del soldà Mansur (1591). Mercès al comerç amb Gao i Tombuctu, va gaudir de prosperitat al segle xvii. Encara que va quedar nominalment sota el control dels soldans alàwides, la confraria religiosa dels Nasiriyyun hi va exercir un domini teocràtic a partir de la segona meitat del segle xvii, amb centre a la zawiya de Tamgrut i, quan Focauld va visitar la regió, el 1884, era un estat virtualment independent.
El 1930, hi van entrar els francesos, però el territori no fou dominat totalment fins al 1932, tot i que hi va haver pocs combats.